# Nick Schenk
Nick Schenk, född 12 november 1965 i Minneapolis, Minnesota, är en amerikansk manusförfattare känd för att ha skrivit den Clint Eastwood-regisserade långfilmen Gran Torino 2008. Han fortsatte sedan samarbetet med Eastwood med The Mule (2018) och Cry Macho (2021).